# 岩田眞二郎
岩田 眞二郎（いわた しんじろう、1948年6月6日 - ）は、日本の経営者。日立工機取締役会長、日立物流取締役（社外取締役）、日立製作所アドバイザー。ベネッセホールディングス取締役会長を歴任。

## 人物
1948年兵庫県神戸市で生まれる。1972年3月に早稲田大学理工学部を卒業し、1972年4月に日立製作所に入社。1993年11月海外情報営業本部コンピューター営業部長。1997年6月に日立データシステムズ社エクゼクティブバイスプレジデント。2000年8月日立製作所国際事業本部副本部長。2001年9月にHitachi Data Systems Corporation CEOに就任。2007年10月にHitachi Global Storage Technologies, Inc. エグゼクティブバイスプレジデントに就任する。
2009年4月日立製作所執行役常務に就任（情報・通信グループ サービス・グローバル部門 CEO）。2011年4月 執行役専務 情報・通信システム社社長就任。2013年4月日立製作所代表執行役 執行役副社長 日立グループCIO就任。
2013年6月株式会社日立物流社外取締役。同年株式会社日立国際電気 社外取締役。2014年6月に株式会社ベネッセホールディングス 社外取締役就任。2014年10月に株式会社日立製作所 代表執行役 執行役副社長就任。2015年6月に日立工機株式会社 取締役会長。2016年4月に株式会社日立製作所 アドバイザー。日立オートモーティブシステムズ株式会社 取締役。
2016年6月株式会社ベネッセホールディングス 取締役会長。日立工機株式会社 取締役会長。株式会社日立物流 取締役。
日立製作所では、高コスト体質、社内リソースの重複、過度の自前主義を克服し、事業の整理を推進し、評価基準を各社の受注金額から連結会計に移行させ、ベンチマーク対象をグローバル競合企業に変更し、事業のグローバル化を進めた。その実績を活かして、一般社団法人日本プロジェクト産業協議会（JAPIC)では国際競争・成長戦略委員会委員長となり、グローバル化・競争力激化に対する総合的な国家戦略の策定等の研究を進めた。
ベネッセホールディングスのコーポレートガバナンス報告において、同氏は情報通信領域のグローバル企業における豊富な企業経営経験、知見を有していると書かれている。
「世界ICTサミット2013」では「情報活用で拓くイノベーション」のタイトルで講演した。
筑波大学客員教授を務め、大学院で「JAPICアドバンストディスカッションコースⅢ－テクノロジーとグローバルで開く未来」科目を担当している。